# Donatus van Münstereifel
Donatus van Münstereifel (Rome, rond 140 na Chr. – vóór 180 na Chr.) was een heilige, martelaar en Romeins soldaat.
Donatus behoort tot de zogenaamde catacombenheiligen, van wie in historisch opzicht niets bekend is maar over wie diverse legenden bestaan.  Volgens een legende behoorde hij tot het Legio fulminatrix (Bliksemlegioen). Vandaar dat Donatus afgebeeld wordt met een pijlenbundel, bestaande uit bliksemschichten, in de hand. Hij wordt vereerd in het Rijnland en de Lage Landen (bijvoorbeeld in Altforst), als beschermer tegen onweer en blikseminslag.
Zijn feestdag wordt gevierd op 30 juni.

## Overlevering
Tijdens een ernstige ziekte van zijn vader Faustus zou zijn moeder Flaminia zich tot de heilige Gervasius in Milaan hebben gewend voor hulp. Gervasius beloofde haar de genezing van haar man en de geboorte van een zoon. Faustus werd inderdaad gezond, en Flaminia bracht een zoon ter wereld, die ze Donatus (de geschonkene) noemde. Hij werd door zijn moeder, die christen was geworden, in het geloof groot gebracht.
Op 17-jarige leeftijd werd Donatus soldaat. Als legeraanvoerder van het 12e legioen werd hij rond 166 ingezet tijdens de strijd tegen invallen door de Germaanse Marcomannen aan de Donau. Tijdens een hopeloze omsingeling, uitgeput door dorst, baden Donatus en de andere christelijke soldaten van het Romeinse legioen om regen. Toen barstte er een zwaar onweer  los en de stromende regen zorgde voor een verfrissing voor mens en dier. Bovendien verwoestten de bliksems het kamp van de Marcomannen. Danig onder de indruk van dit wonder beloofde Donatus plechtig aan God om zijn verdere leven alleen nog aan Hem te wijden. Keizer Marcus Aurelius benoemde hem tot zijn opperlijfwacht. Toen Donatus echter weigerde te trouwen met Alexandra, de nicht van de keizer, werd hij met de dood gestraft 'wegens minachting der goden'. Flaminia, Donatus' moeder, begroef hem in de catacomben van de heilige Agnes in Rome.
De gebeurtenissen tijdens de Marcomannenoorlog rond het zogenaamde regenwonder zijn historisch onderbouwd. De christenen maken aanspraak op het wonder namens hun God. De daarop volgende gebeurtenissen, zoals bijvoorbeeld het geplande huwelijk met de nicht van de keizer, behoren echter uitsluitend tot de heiligenlegende.
In 1646 werd het graf op bevel van paus Innocentius X geopend en de relikwieën aan de Jezuïetenkerk in Münstereifel geschonken. Op 30 juni 1652 zouden de relikwieën van Euskirchen naar Münstereifel worden overgebracht. Jezuïetenpater Heerde las 's morgens de heilige mis in de Martinuskerk in Euskirchen. Tijdens de slotzegening sloeg de bliksem in. Het altaar en de pater stonden in de vlammen. De pater riep de hulp in van de heilige Donatus. De vreselijke pijnen van de verbranding verdwenen en de pater kon de relikwieën, die al onderweg naar Münstereifel waren, achterna reizen. Dit wonder leidde de grote verering van de heilige Donatus in. Zijn feestdag is 30 juni.

## Iconografie
Donatus wordt dikwijls als Romeinse soldaat met palm, bliksem, graanbundel of wijnstok afgebeeld. Hij geldt in de Eifel, Keulen en Nederoostenrijk als beschermheilige tegen onweer, bliksem, hagel en brand. Veel schuttersverenigingen zijn naar hem vernoemd.

## Kerken en kapellen (keuze)
- De kerk van St. Donatus in de gelijknamige plaats in Karinthië, Oostenrijk
- St. Donatuskerk in Zadar, Kroatië
- De Jezuïetenkerk in Bad Münstereifel
- Amberg, Aschach (Bisdom Regensburg)
- Brand (Aken)
- Gronig
- Wawern (Eifel)
- Arsdorf (Luxemburg)
- Wormeldange/Wormeldingen (Luxemburg)
- Beidweiler (Luxemburg)
- Donatuskerk in Leermens
- Donatuskerk in Bemmel
- Kapel in Borgt (Grimbergen)
- Kapel in Hushoven (Weert)
- Kapel in Sevenum
- Kapel in Tielt-Winge
- Donatus kerk Vragender
- Kapel in Heist-op-den-Berg (Halaar)
- Donatuskerk (prot) Dongjum (Friesland)
- Kerk in Nuth
- Sint-Donatuskerk Dorne-Opoeteren

× Donatus kapel Diets-Heur (tongeren)

### Relikwieën en bedevaartplaatsen
- Bad Münstereifel, Jezuïetenkerk
- Euskirchen, St. Martin
- Weywertz/België, St. Michael
- Luxemburg, Abdijkerk Neumünster
- Loosbroek, Sint-Antonius van Paduakerk
- Reek, Kerk van Sint-Antonius Abt en de Heilige Donatus
- Vragender, Sint-Antonius van Paduakerk
- Hapert, Sint-Severinuskerk

## Plaatsen
- St. Donatus, Iowa/USA (Gesticht door Luxemburgse Emigranten)
- Sankt Donat in Karinthië, Oostenrijk.